# Arman en Ilva
Arman en Ilva is een Nederlandse futuristische stripreeks van de Toonder Studio's, die werd geschreven door Lo Hartog van Banda en getekend door Thé Tjong-Khing. De strip draait om de avonturen van Arman en Ilva. Zij leven in de verre toekomst in Antarcia, in een wereld waarin alles wordt bestuurd en geregeld door computers en automaten. Van daaruit bezoeken zij andere werelden en planeten.
De verhalen zijn filosofisch van aard met een maatschappijkritische ondertoon, bijvoorbeeld over de gevaren van kunstmatige intelligentie. De strip bevat elementen van wetenschap, magie en occultisme. Omdat Tjong-Khing beter bleek in het tekenen van emoties dan ruimteschepen, is het geen sciencefictionstrip geworden in de zuiverste betekenis van het woord.
De strip is getekend in een helderder en filmischer tekenstijl met veel gebruik van close-ups. De verhalen zijn alleen in zwart-wit gepubliceerd.

## Achtergrond
Hartog van Banda en Tjong-Khing hadden al eerder samengewerkt aan strips als Student Tijloos, en de one-shot Iris voordat ze in 1969 aan Arman en Ilva begonnen te werken. In de tijd dat Arman en Ilva liep, kreeg Hartog van Banda het steeds drukker met ander werk, met name voor de televisie. Daardoor moest Tjong-Khing de scripts soms zelf schrijven. In 1975 stopten Hartog van Banda en Tjong-Khing met de strip. Ze hadden toen zestien verhalen geproduceerd.  
Daarna nam Gerrit Stapel de strip over en produceerde nog vijf verhalen. Het eerste hiervan is gebaseerd op een plot van Hartog van Banda maar uitgewerkt door Stapel. Het tweede wordt geschreven door Richard Klokkers. Deze laatste zou samen met Jaap Lamberton het tekenwerk van Stapel bijstaan. Door afnemende interesse van kranten wordt uiteindelijk door de Toonder Studio's besloten te stoppen met de serie. Deze telt dan in totaal 21 verhalen.  

## Publicatie
De strip verscheen dagelijks in de regionale kranten van de GPD, waaronder de Haagsche Courant, de Zwolse Courant, Tubantia, het Nieuwsblad van het Noorden, de Leeuwarder Courant en het Limburgs Dagblad. van 1977 tot en met 1983 werden de zestien verhalen van Hartog van Banda en Thé uitgegeven in zeven albums door de uitgeverij Brabantia Nostra. Van 2006 t/m 2017 heeft uitgeverij Sherpa deze verhalen opnieuw uitgegeven, nu in zestien losse delen binnen de reeks Khing collectie. De verhalen die Gerrit Stapel tekende werden in 2025 uitgegeven door Uitgeverij Stripstift, bekend van het blad Stripschrift. Voor de uniformiteit werd gekozen voor dezelfde uitvoering als de Sherpa verhalen. Deze verhalen werden per 2 gebundeld, met daarbij één boek waarin naast het eerste verhaal van Stapel ook alle achtergrondinformatie werd verzameld.  